# Pelerin

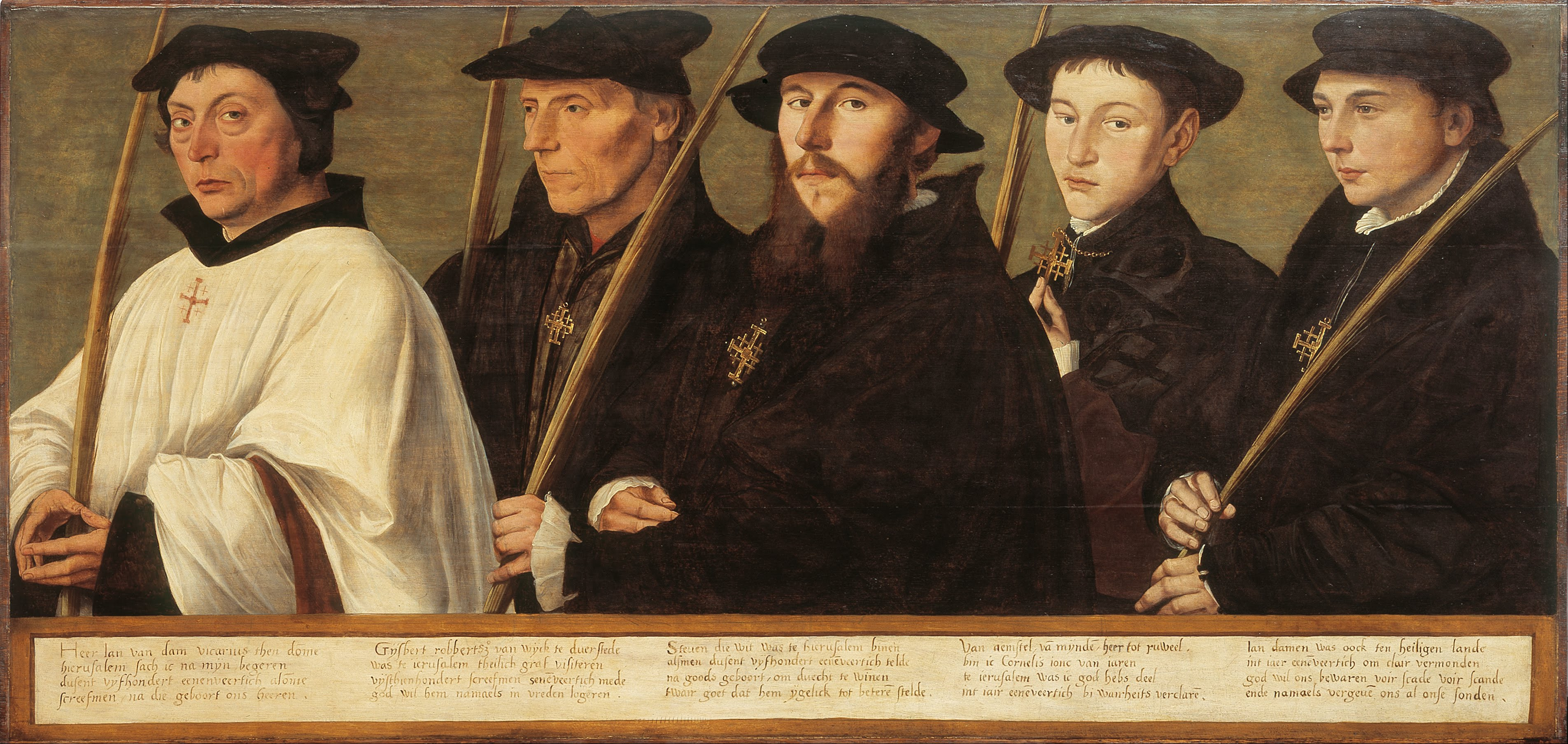
Cinci membri ai Frăției Utrecht a pelerinilor din Ierusalim

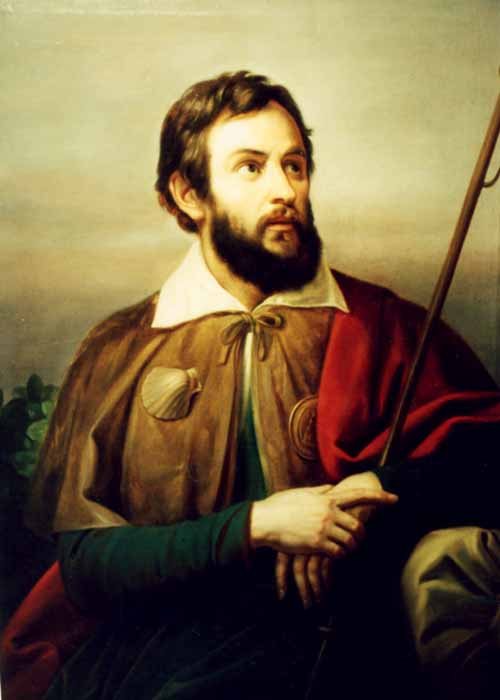
Pelerin de Gheorghe Tattarescu

Un pelerin (din latinescul peregrinus) este un călător (literalmente, care a venit de departe), care se află într-o călătorie spre un loc sfânt. În mod obișnuit, aceasta este o călătorie fizică (adesea pe jos) către un anumit loc cu o semnificație specială pentru aderentul unui anumit sistem de credințe religioase. În literatura spirituală a creștinismului, conceptul de pelerin și pelerinaj se poate referi la experiența vieții în lume (considerată o perioadă de exil) sau la calea interioară a aspirantului spiritual de la o stare de mizerie la o stare de beatitudine.

## Legături externe
- Materiale media legate de Pelerin la Wikimedia Commons
- Medieval Pilgrims' Clothing Illustrations of 13th–16th century pilgrims, and links to photos of 16th century clothing made for pilgrimage